# Вељко Кадијевић
Вељко Кадијевић (Главина Доња, код Имотског, 21. новембар 1925 — Москва, 2. новембар 2014) био је учесник Народноослободилачке борбе и генерал армије ЈНА. У периоду од 15. маја 1988. до 8. јануара 1992. године обављао је функцију Савезног секретара за народну одбрану СФР Југославије.

## Биографија
Рођен је 21. новембра 1925. године у Главини Доњој, код Имотског. Родитељи (отац Србин, а мајка Хрватица) били су пореклом из Имотског. Његов отац Мирко је био учесник Шпанског грађанског рата, и умро је у Шпанији 1936. године.
Вељко је 1943. године, са свега 18 година, ступио у Народноослободилачку борбу и постао члан Комунистичке партије Југославије (КПЈ). У току рата је најпре био омладински руководилац у Имотском, а касније члан Политодјела (политичког одељења) Деветнаесте севернодалматинске, а потом 26. далматинске дивизије, помоћник политичког комесара Прве далматинске ударне бригаде и помоћник политичког комесара 26. далматинске дивизије. Из рата је изашао са чином мајора.
После ослобођења Југославије, наставио је професионалну војну службу у Југословенској народној армији (ЈНА), у којој се налазио на дужностима политичког комесара дивизије, наставника у Вишој војној академији ЈНА, команданта дивизије, начелника Штаба корпуса, помоћника команданта армије и др. Завршио је Вишу војну академију ЈНА и Ратну школу ЈНА, 1958. године, а 1963. године и Колеџ за команданте и генерале (енгл. US Army Command and General Staff College) Армије САД.
У периоду од 15. маја 1988. до 8. јануара 1992. године обављао је функцију Савезног секретара за народну одбрану СФРЈ, када је пензионисан у чину генерала армије ЈНА. У том својству је 12. марта 1991. године учествовао на седници Председништва СФРЈ, као Врховне команде. У име Оружаних снага СФРЈ и Штаба Врховне команде, Кадијевић је изнео предлоге за решавање југословенске кризе, али изнети предлози на крају седнице нису једногласно прихваћени.
Кадијевић је официр који је имао најдужи стаж у активној служби ЈНА, од дана ступања у партизане 1943. до пензионисања, 1992. године. Такође, Кадијевић је и официр ЈНА који је најдуже био активан у чину генерала — 25 година.
У чин генерал-мајора унапређен је 22. децембра 1966. године, генерал-потпуковника 22. децембра 1972, генерал-пуковника 22. децембра 1980. и генерала армије, 22. децембра 1989. године.
У браку са супругом Озренком Кадијевић (1932—1995) имао је ћерку Мирјану, удату за фудбалског стручњака Станислава Карасија.
Од 2001. године живео је у Москви, а 2008. добио је и руско држављанство. Преминуо је у Москви, 2. новембра 2014. године. Сахрањен је на Новом гробљу у Београду.

## Књиге и одликовања
Објавио је следећа дела:
- „Моје виђење распада“, Београд, 1993. година;
- „Контраудар“, Москва, 2007. година.

Носилац је многобројних југословенских одликовања, међу којима су — Орден југословенске звезде с лентом, Орден ратне заставе, Орден југословенске заставе са лентом, Орден Републике са златним венцем, Орден народне армије са ловоровим венцем, Орден за војне заслуге са великом звездом, Орден братства и јединства са сребрним венцем, Орден народне армије са златном звездом, два Ордена за храброст, Орден за војне заслуге са златним мачевима, Орден партизанске звезде са пушкама и Орден заслуга за народ са сребрном звездом.